# Asparagus stipulaceus
Asparagus stipulaceus är en sparrisväxtart som beskrevs av Jean-Baptiste de Lamarck. Asparagus stipulaceus ingår i släktet sparrisar, och familjen sparrisväxter. Inga underarter finns listade i Catalogue of Life.